# Lagoa do Mato
Lagoa do Mato is een gemeente in de Braziliaanse deelstaat Maranhão. De gemeente telt 10.639 inwoners (schatting 2009).